# 梅夫尔
梅夫尔（法語：Mesvres，法語發音：[mɛvʁ]）是法国索恩-卢瓦尔省的一个市镇，属于欧坦区。

## 地理
梅夫尔（46°51'45"N, 4°14'31"E）面积23.46 平方千米，位于法国勃艮第-弗朗什-孔泰大區索恩-卢瓦尔省，该省份为法国中部省份，北起顺时针与科多尔省、汝拉省、安省、罗讷省、卢瓦尔省、阿列省和涅夫勒省接壤。
与梅夫尔接壤的市镇（或旧市镇、城区）包括：歐坦、布里永、布鲁瓦、阿鲁河畔埃唐、圣桑福里安-德马尔马涅。

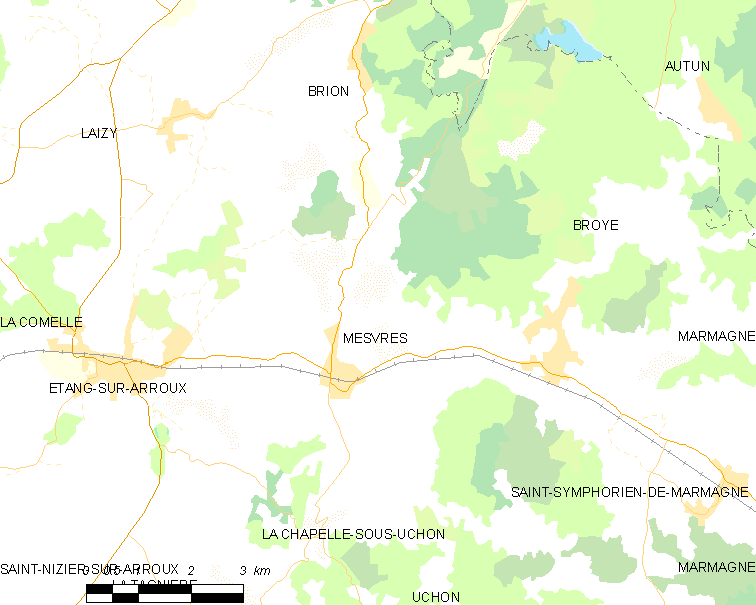
梅夫尔的OSM定位图

梅夫尔的时区为UTC+01:00、UTC+02:00（夏令时）。

## 行政
梅夫尔的邮政编码为71190，INSEE市镇编码为71297。

## 政治
梅夫尔所属的省级选区为欧坦第二县。

## 人口

1962-2008年间梅夫尔人口变化图示

梅夫尔于2022年1月1日时的人口数量为744人。